# Morenci Southern Railroad
| Kehrschleife Nr. 1 |                           |                                 |                                 |
| Streckenverlauf, 1902 |                           |                                 |                                 |
| Streckenlänge: | 30 km                     |                                 |                                 |
| Spurweite: | 914 mm (engl. 3-Fuß-Spur) |                                 |                                 |
| |                           |                                 |                                 |
| \| \| 0 \| Kupfererz-Bergwerke bei Morenci \| Kupfererz-Bergwerke bei Morenci \| \| \| \| Kreiskehrschleife Nr. 1 \| \| \| \| \| Kreiskehrschleife Nr. 2 \| \| \| \| \| Kreiskehrschleife Nr. 3 \| \| \| \| \| Kreiskehrschleife Nr. 4 \| \| \| \| \| \| \| \| \| \| Kreiskehrschleife Nr. 5 \| \| \| \| \| Gila River \| \| \| \| \| \| \| \| \| \| \| \| \| \| \| San Francisco River \| \| \| \| \| \| \| \| \| 61 \| Bahnhof Guthrie \| Bahnhof Guthrie \| \| \| \| Arizona and New Mexico Railroad \| \| |                           |                                 |                                 |
| Kopfbahnhof Streckenanfang (Strecke außer Betrieb) | 0                         | Kupfererz-Bergwerke bei Morenci | Kupfererz-Bergwerke bei Morenci |
| Strecke von rechts und von rechts (außer Betrieb) |                           | Kreiskehrschleife Nr. 1         | Kreiskehrschleife Nr. 1         |
| Strecke von rechts und von rechts (außer Betrieb) |                           | Kreiskehrschleife Nr. 2         | Kreiskehrschleife Nr. 2         |
| Strecke von rechts und von rechts (außer Betrieb) |                           | Kreiskehrschleife Nr. 3         | Kreiskehrschleife Nr. 3         |
| Strecke von rechts und von rechts (außer Betrieb) |                           | Kreiskehrschleife Nr. 4         | Kreiskehrschleife Nr. 4         |
| Strecke (außer Betrieb) |                           |                                 |                                 |
| Strecke von rechts und von rechts (außer Betrieb) |                           | Kreiskehrschleife Nr. 5         | Kreiskehrschleife Nr. 5         |
| Brücke über Wasserlauf (Strecke außer Betrieb) |                           | Gila River                      | Gila River                      |
| Tunnel (Strecke außer Betrieb) |                           |                                 |                                 |
| Tunnel (Strecke außer Betrieb) |                           |                                 |                                 |
| Brücke über Wasserlauf (Strecke außer Betrieb) |                           | San Francisco River             | San Francisco River             |
| Strecke von halbrechts · Strecke (außer Betrieb) |                           |                                 |                                 |
| Bahnhof · Kopfbahnhof Streckenende (Strecke außer Betrieb) | 61                        | Bahnhof Guthrie                 | Bahnhof Guthrie                 |
| Strecke nach halblinks |                           | Arizona and New Mexico Railroad | Arizona and New Mexico Railroad |

Die Morenci Southern Railroad war eine 30 Kilometer (18,4 Meilen)  lange, von 1901 bis 1922 betriebene Schmalspurbahn der Detroit Copper Mining Company of Arizona bei Morenci in Arizona.

## Lage
Die Bahn mit einer Spurweite von 3 Fuß (914 mm) verlief zwischen den Kupfererz-Bergwerken der Detroit Copper Company bei Morenci und dem Bahnhof der normalspurigen Arizona and New Mexico Railroad in Guthrie am Gila River.
Die Strecke bewältigt einen Höhenunterschied 425 Meter (1400 Fuß) mithilfe von fünf Kreiskehrschleifen. Die Eisenbahn hatte deshalb den Spitznamen “The Corkscrew Railroad of America” (Die Korkenzieher-Eisenbahn von Amerika) erhalten. Einige der Trestle-Brücken wurden 1914 als einsturzgefährdet deklariert, woraufhin der Höhenunterschied durch Spitzkehren überwunden wurde.

## Betrieb
Zu ihren Spitzenzeiten führte die Bahn zwei Hin- und Rückfahrten pro Tag im gemischten Personen- und Güterverkehr durch. Eine einfache Fahrt dauerte etwa zwei Stunden. Wegen der steilen Steigung war die Länge der Züge meist auf nur drei Wagen und eine Caboose beschränkt.